# Octavian Georgescu
Octavian Georgescu, romunski general, * 1889, † 1943.